# Сын невесты
«Сын невесты» (исп. El hijo de la novia) — фильм режиссёра Хуана Хосе Кампанельи. Восемь премий «Серебряный кондор», номинация на премию «Оскар» и ещё 20 престижных наград международных кинофестивалей.

## Сюжет
Пожилая супружеская пара Нино и Нормы Бильведере (Альтерио, Алеандро) планирует обвенчаться в церкви. Очень много лет назад, в самом начале совместной жизни, Нино дал такое обещание своей возлюбленной. За повседневными заботами возможность исполнить его предоставилась только сейчас, когда Норма поражена неизлечимой болезнью и помещена в хоспис. Их сын Рафаэль (Дарин) сорока двух лет переживает психологический кризис. Он всю жизнь находится в тени своего отца, он чувствует вину за очень редкие встречи с матерью. Бывшая жена (Фонтан) жалуется, что он не уделяет достаточно времени своей дочери Вики (Нобиле). Кроме того, он не может разобраться в отношениях со своей новой возлюбленной (Вербеке). Все эти неурядицы приводят его к инфаркту. Прошедшая без серьёзных осложнений болезнь вновь сближает его с другом детства Хуаном Карлосом (Бланко), который помогает Рафаэлю пересмотреть своё прошлое и посмотреть по-новому на настоящее.

## В ролях
- Рикардо Дарин — Рафаэль Бильведере
- Эктор Альтерио — Нино Бильведере, отец Рафаэля
- Норма Алеандро — Норма Бильведере, мать Рафаэля
- Эдуардо Бланко — Хуан Карлос
- Клаудиа Фонтан — Сандра, бывшая жена
- Наталия Вербеке — Нэти
- Химена Нобиле — Вики, дочь
- Давид Масаник — Начо

## Награды и номинации
Картина одержала следующие победы:
- «Серебряный Кондор»: Лучший актёр — Рикардо Дарин, Лучшая режиссура — Хуан Хосе Кампанелья, Лучший монтаж, Лучший фильм, Лучшая дебют актрисы — Клаудия Фонтан, Лучший оригинальный сценарий — Хуан Хосе Кампанелья и Фернандо Касте; Лучший актёр второго плана — Эдуардо Бланко, Лучшая актриса второго плана — Норма Алеандро.
- Кинофестиваль в Грамаду (Бразилия): Приз зрительских симпатий — Хуан Хосе Кампанелья, «Золотой Кикито»: Лучшая актриса — Норма Алеандро; Кикито критиков — Хуан Хосе Кампанелья.
- Кинофестиваль в Гаване: Приз зрительских симпатий, Премия критиков — Хуан Хосе Кампанелья.
- Кинофестиваль в Монреале: Лучший латиноамериканский художественный фильм; Гран-при жюри — Хуан Хосе Кампанелья.
- Международный кинофестиваль в Вальядолиде: Серебряный колос — Хуан Хосе Кампанелья.

Картина была номинирована на премию «Оскар», как Лучший иностранный фильм; имеет
ещё 12 наград и 9 номинаций международных кинематографических конкурсов.

## Критика
- The Washington Post: «В основном, с некоторыми очаровательными отступлениями, это — Кино. … Это фильм о лучших друзьях человека: его повседневных проблемах. Ну, вы знаете: любовь, верность, успех, труд, надежда на будущее, сожаления о прошлом…»[2].
- Chicago Tribune: «Это свежий, смешной, язвительный, динамичный и проницательный фильм о людях и их проблемах»[3].
- «Mountain Xpress» (Эшвилл (Северная Каролина)): «Этот номинированный на Оскар фильм — лукавый юмористический взгляд на достаточно типичную ситуацию: кризис среднего возраста. По сути он может быть сравним с „Красотой по-американски“, хотя такое сравнение оказало бы Кампанелье медвежью услугу. „Сын невесты“ не может быть особенно глубоким, не может предложить что-то принципиально новое, но он щедро наполнен духовностью, которая более человечна и приятна, чем предложенная „Красотой по-американски“»[4].